# Mohd Amirul Izwan Yaacob

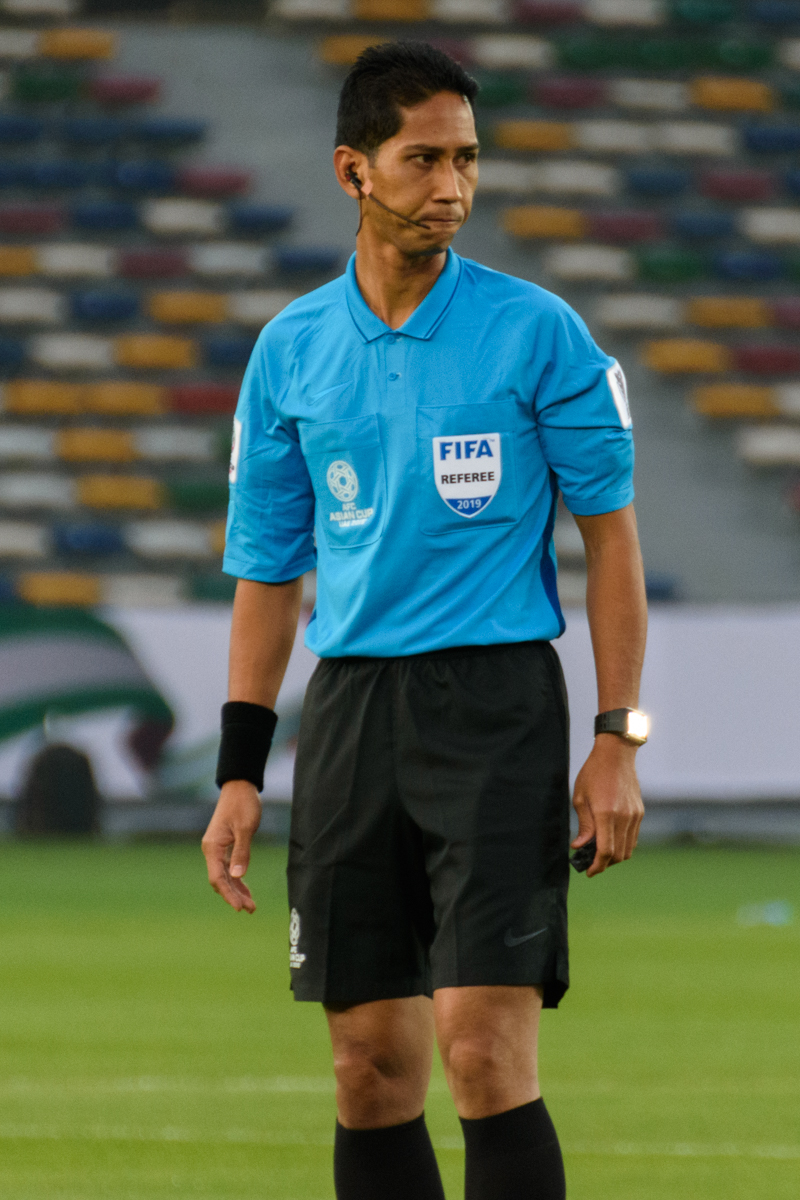
Mohd Amirul Izwan Yaacob (2019)

Mohd Amirul Izwan Yaacob (* 25. April 1986) ist ein malaysischer Fußballschiedsrichter.
Seit 2012 steht Yaacob auf der Liste der FIFA-Schiedsrichter und leitet internationale Fußballspiele, unter anderem in der AFC Champions League.
Bei der Asienmeisterschaft 2019 in den Vereinigten Arabischen Emiraten leitete Yaacob ein Gruppenspiel.
Zudem war er bei der U-17-Weltmeisterschaft 2015 in Chile, bei der U-23-Asienmeisterschaft 2016 in Katar und bei der U-23-Asienmeisterschaft 2020 in Thailand im Einsatz.